# Albertus Wielsma
Albertus Wielsma (* 19. Dezember 1883 in Amsterdam; † 26. März 1968 ebenda) war ein niederländischer Ruderer.

## Karriere
Wielsma nahm 1908 an den Olympischen Spielen in London teil. Im Vierer ohne Steuermann gewann er mit seiner Mannschaft die Bronzemedaille.